# タイラー・バンチ
タイラー・バンチ（Tyler Bunch、1970年2月10日 - ）は、アメリカ合衆国の俳優、人形使い、監督。

## 出演作品

### テレビ
1993年-
- セサミストリート（ルイ、他）

1997年-2006年
- ノック! ノック! ようこそベアーハウス（トリーロ、ポップ、ホッグ先生、他）

2000年-2010年
- ライオンたちとイングリッシュ

2005年
- マペットのオズの魔法使い（ジャニス）

2015年
- ザ・マペッツ

### 映画
1999年
- ゴンゾ宇宙に帰る

2011年
- ザ・マペッツ